# Chochís
Chochís es una localidad de Bolivia, ubicada en el municipio de Roboré de la provincia Chiquitos en el departamento de Santa Cruz. Cuenta con una población de 635 habitantes (2012) y se encuentra a 360 km de la ciudad de Santa Cruz de la Sierra desde donde se puede llegar por vía terrestre (carretera bioceánica) en 5 horas y vía férrea en 9 horas. Entre sus atractivos más grandes está el cerro de Chochís y el Santuario Mariano de la Torre. La localidad de Chochís ha sido declarada Patrimonio Cultural y Natural Municipal y Departamental, con gestiones actualmente para la declaración a nivel nacional. Chochis está rodeado por un paisaje en el que se mezclan altas mesetas, cubiertas de verde vegetación, colocadas sobre cerros cortados a pico y solitarios torreones de árida roca.
El nombre de Chochís proviene del de una planta utilizada para obtener fibra textil. El pueblo tuvo su origen en un campamento instalado para la construcción del ferrocarril entre Santa Cruz de la Sierra y la frontera con Brasil.

## Transporte
Chochís se ubica a 371 kilómetros por carretera al oriente de Santa Cruz de la Sierra, capital del departamento.
La carretera nacional Ruta 4, de 1.657 kilómetros de longitud, atraviesa Chochís y cruza el país en dirección oeste-este desde la frontera con Chile hasta la frontera con Brasil. El camino conduce por Patacamaya, Cochabamba y Villa Tunari hasta Santa Cruz de la Sierra y de allí por Cotoca, Pailón y San Juan de Taperas hasta Chochís y luego por Roboré hasta Puerto Suárez.

## Turismo
- Serranías de Chochís está ubicado a 15 km de la localidad de Chochís a 1200 m.s.n.m de altura, es también conocido como el “Valle de la Piedra” o “Bosque de Piedra”. Existen lagunas naturales de agua cristalina, diversidad de flora y fauna y restos arqueológicos ancestrales.
- Torre de Chochís que por sus cualidades naturales tiene la forma de una roca, está ubicada a 2 km del pueblo de Chochís, tiene un recorrido de 800 metros en espiral. Es un ícono del municipio de Roboré y se caracteriza por su color rojizo, altura y la esbelta naturaleza que lo rodea.
- Santuario Mariano de la Torre donde con fe devotos de la “Virgen de Asunta” rinden culto, fue construido a los pies la Torre de Portón en memoria a los desaparecidos en la inundación y desprendimientos de tierras devastadoras del año 1979. Se encuentra ubicado al pie de la Torre de Chochís, en el interior del santuario se puede apreciar una colección de maderas talladas que muestran el gran legado dejado por los jesuitas, quienes enseñaron parte de este arte a los indígenas de esta localidad, además de evangelizarlos.
- Las Pozas del Santuario ubicadas a 3 km y medio del pueblo de Chochís. Son tres pozas de agua cristalina.
- El Velo de la Novia es una hermosa cascada de 12 metros de altura está ubicada a 2 km del pueblo, por el camino al Santuario antes de llegar al Río Pajarillo.[5]